# Markernes grøde
|  | Denne artikel er oprettet af botten PalnaBot ud fra en ekstern database. Den kan derfor have sproglige fejl eller mangler. Denne skabelon kan fjernes efter kontrol af indholdet. |

Markernes grøde er en film instrueret af Hagen Hasselbalch, Søren Melson, Mogens Skot-Hansen.

## Handling
En instruktiv film om jordforbedringer gennem drænings- og afvandingsarbejder. Filmen blev udsendt i anledning af de bevillinger på 35 mio., der i 1942 blev stillet til rådighed for sådanne arbejder.